# Annulopatellinoidea
Annulopatellinoidea, tradicionalmente denominada Annulopatellinacea, es una superfamilia de foraminíferos del suborden  Buliminina y del orden Buliminida. Su rango cronoestratigráfico abarca desde el Mioceno hasta la Actualidad.

## Discusión
Clasificaciones previas incluían Annulopatellinoidea en el suborden Rotaliina y/o orden Rotaliida.

## Clasificación
Annulopatellinoidea incluye a la siguiente familia:
- Familia Annulopatellinidae